# سيرجي ارزوراميان
سيرجي ارزوراميان(أرمنية: Սերգեյ Էրզրումյան؛ من مواليد 22 نوفمبر 1980)، لاعب وسط أرميني في كرة القدم، يلعب حالياً مع نادي آشكرت مارتوني الأرمني. ولعب إرزوميان في نادي روستوف أون دون في دوري الدرجة الأولى الروسي خلال موسم 2002، وسجل مرة واحدة. بدأ الأداء في فريق الشباب «كيليكيا»، الذي كان يسمى في ذلك الوقت «بيونك» وقدمت موهبة لائقة. أول نادي محترف ليصبح ارزاتهم «دفين». بعد حل النادي عاد سيرجي إلى معسكر «الحمراء» وسجل الموسم الأول 12 هدفاً، وأصبح هداف الثاني في النادي بعد أرمان كراميان. في عام 2001، فيما يتعلق بإزالة «كيليكيا» من البطولة مع أخيه يذهب إلى SKA روستوف. لم يعمل التاريخ الطويل مع الأخوة روستوف سسكا وعادوا إلى وطنهم. في الفترة 2004-2006 كان قبطان «كيليكيا». في منتصف البطولة في عام 2009 بسبب عدم تفويت جوهر «أرارات» إلى كابان «غاندزاسار». بعد موسم 2010، خلال فترة الانتقالات الصيفية، غادر «جندزاسار». في أواخر عام 2011، قرر رجل الأعمال الناجح ورجل الأعمال باجرات نافويان إحياء نادي كرة القدم «ألاشكرت» من مدينة مارتوني. أصبح أول فريق الاستحواذ الرئيسي سيرجي ارزوراميان.

## وصلات خارجية
- سيرجي ارزوراميان على موقع قاعدة بيانات كرة القدم.إي يو (الإنجليزية)
- سيرجي ارزوراميان على موقع Soccerway.com (الإنجليزية)

- Sergey Erzrumyan profile, اتحاد أرمينيا لكرة القدم